# Dietmar Güntsche
Dietmar Güntsche (* 1968 in Berlin) ist ein deutscher Filmproduzent, Drehbuchautor und Filmverleiher.

## Biografie
Güntsche ist aufgewachsen in Berlin-Nikolassee. Als Jugendlicher spielte er Tennis mit dem Produzenten Horst Wendlandt und entwickelte so eine Affinität zum Filmgeschäft.
Güntsche studierte an der Münchner Hochschule für Fernsehen und Film und arbeitete nebenbei ab 1987 bei den Bavaria Film Studios. Nach Abschluss seines Studiums war er in Los Angeles bei New Line Pictures und der Motion Picture Corporation of America (MPCA) tätig. 1996 fing als Produzent bei der von Eberhard Junkersdorf und Volker Schlöndorff gegründeten Bioskop Film in München an. Im Jahr 2000 wurde er dort Geschäftsführer und 2001 neben Eberhard Junkersdorf geschäftsführender Gesellschafter der Neue Bioskop Film. 2008 gründete er die Neue Bioskop Television, deren geschäftsführender Gesellschafter er ebenfalls ist.
Güntsche hat in verschiedenen Positionen an mehr als 40 nationalen und internationalen Kino- und Fernsehfilmen mitgewirkt. Zu seinen Produktionen zählen u. a. alaska.de, der 2001 mit einem Bayerischen und zwei Deutschen Filmpreisen ausgezeichnet wurde. Der alte Affe Angst (Regie: Oskar Roehler) war 2003 im offiziellen Wettbewerb der Internationalen Filmfestspiele Berlin zu sehen und gewann einen Bayerischen Filmpreis. 2006 produzierte Güntsche die Filme Wo ist Fred? mit Til Schweiger und das Uschi-Obermaier-Biopic Das wilde Leben. 2010 gewann er den Produzentenpreis beim Bayerischen Filmpreis für Der große Kater, an dessen Drehbuch er auch beteiligt war. Im selben Jahr produzierte er Powder Girl und Föhnlage. Ein Alpenkrimi, für den er 2011 mit dem Bernd-Burgemeister-Fernsehpreis ausgezeichnet wurde.
Gemeinsam mit dem Unternehmer Michael Kölmel gründete er 2012 den Filmverleih Weltkino als Nachfolger der 2009 an die Studio Canal Gruppe verkauften Kinowelt GmbH. Der Schwerpunkt und die inhaltliche Ausrichtung von Weltkino liegt auf dem Erwerb von Gewinnerfilmen großer europäischer A-Filmfestivals, ergänzt um kommerziell ausgerichtete Spielfilme und deutschsprachige Filmproduktionen. Letztere sollen vor allem als Eigenproduktionen der Neue Bioskop Film entstehen.
Güntsche ist Mitglied der Deutschen Filmakademie und des Produzentenverbandes.

## Filmografie

### Produzent
- 1994: Coked Out (Kurzfilm)
- 1999: Latin Lover – Wilde Leidenschaft auf Mallorca (Fernsehfilm)
- 1999: Racheengel – Stimme aus dem Dunkeln (Fernsehfilm)
- 2000: Im Club der Millionäre (Fernsehfilm)
- 2003: Der alte Affe Angst
- 2006: Wo ist Fred?
- 2006: Die Unbeugsamen (Fernsehfilm)
- 2007: Das wilde Leben
- 2010: Der große Kater
- 2010: Zapfenstreich
- 2010: Powder Girl
- 2010: Föhnlage. Ein Alpenkrimi (Fernsehfilm)
- 2011: Morgen kein Land (Dokumentarfilm)
- 2011: Fliegende Fische müssen ins Meer
- 2014: Almuth & Rita (Fernsehfilm)
- 2015: Für eine Nacht…und immer? (Fernsehfilm)
- 2016: Almuth und Rita – Zwei wie Pech und Schwefel (Fernsehfilm)
- 2016: Seitensprung mit Freunden (Fernsehfilm)
- 2017: Jella jagt das Glück (Fernsehfilm)
- 2020: Das Tal der Mörder (Fernsehfilm)

### Executive Producer
- 2000: alaska.de
- 2019: Dein Leben gehört mir (Fernsehfilm)
- 2020: An Impossible Project

### Co-Produzent
- 2000: Begierde
- 2009: Phantomschmerz
- 2013: Jack
- 2019: Die Agentin
- 2020: Bergman Island

### Associate Producer
- 2019: Spider Murphy Gang – Glory Days of Rock 'n' Roll

### Drehbuchautor
- 2010: Der große Kater

## Auszeichnungen
- 2010: Bayerischer Filmpreis (Produzentenpreis) für Der große Kater
- 2011: Bernd-Burgemeister-Fernsehpreis für Föhnlage. Ein Alpenkrimi

## Veröffentlichungen
- Dietmar Güntsche: Ein wildes Leben: Erfahrungen und Einsichten eines deutschen Filmproduzenten. In: Thorsten Hennig-Thurau, Victor Henning (Hg.): Guru Talk – Die deutsche Filmindustrie im 21. Jahrhundert. Marburg: Schüren Verlag 2009, S. 64–76, ISBN 978-3-89472-678-2 (PDF: 3,2 MB).